# خوليو غارسيا (لاعب كرة قدم إسباني)
خوليو غارسيا (بالإسبانية: Julio Gracia) هو لاعب كرة قدم إسباني في مركز الوسط، ولد في 10 فبراير 1998 في El Saucejo ‏ في إسبانيا. لعب مع ريال بيتيس.

## وصلات خارجية
- خوليو غارسيا (لاعب كرة قدم إسباني) على موقع قاعدة بيانات كرة القدم.إي يو (الإنجليزية)
- خوليو غارسيا (لاعب كرة قدم إسباني) على موقع Soccerway.com (الإنجليزية)